# Hans Zoller
Hans Zoller (Basilea, 16 febbraio 1922 – Basilea, 11 settembre 2020) è stato un bobbista svizzero.

## Biografia
Viene ricordato come vincitore di una medaglia d'oro nel bob a quattro, vittoria ottenuta ai campionati mondiali del 1957 (edizione tenutasi a St. Moritz, Svizzera) insieme ai suoi connazionali Hans Theler, Rolf Küderli e Heinz Leu.
Nell'edizione superarono le nazionali italiana e statunitense. Partecipò alle olimpiadi invernali del 1964.